# Tectaria thwaitesii
Tectaria thwaitesii är en ormbunkeart som först beskrevs av Richard Henry Beddome, och fick sitt nu gällande namn av Ren-Chang Ching. Tectaria thwaitesii ingår i släktet Tectaria och familjen Tectariaceae. Inga underarter finns listade.